# Tagetes minuta
Espèce
Classification phylogénétique
Tagetes minuta (la tagète des décombres) est une espèce de plantes à fleurs de la famille des Asteraceae. Elle est originaire de la moitié sud de l'Amérique du Sud où elle est connue sous le nom de huacatay (du quechua wakatay)
Elle a été répandue maintenant dans le monde entier et plus particulièrement près des vignes de la Côte Vermeille (Roussillon). Elle mesure entre 60 et 120 cm de haut, voire 2 m et pousse dans les décombres, les lieux incultes, au bord des routes et des chemins (espèce plus ou moins nitrophile).
Plante fortement parfumée (odeur de fruit de la passion, de citronnelle et de pomme, de zeste de pamplemousse rose), elle est utilisée en parfumerie (huile essentielle) et comme épice pour des plats typiques de la cuisine Bolivienne et péruvienne.
Elle a été utilisée à une certaine époque en infusion pour traiter les infections respiratoires et gastriques.
Sa sève peut provoquer des allergies cutanées.

## Galerie

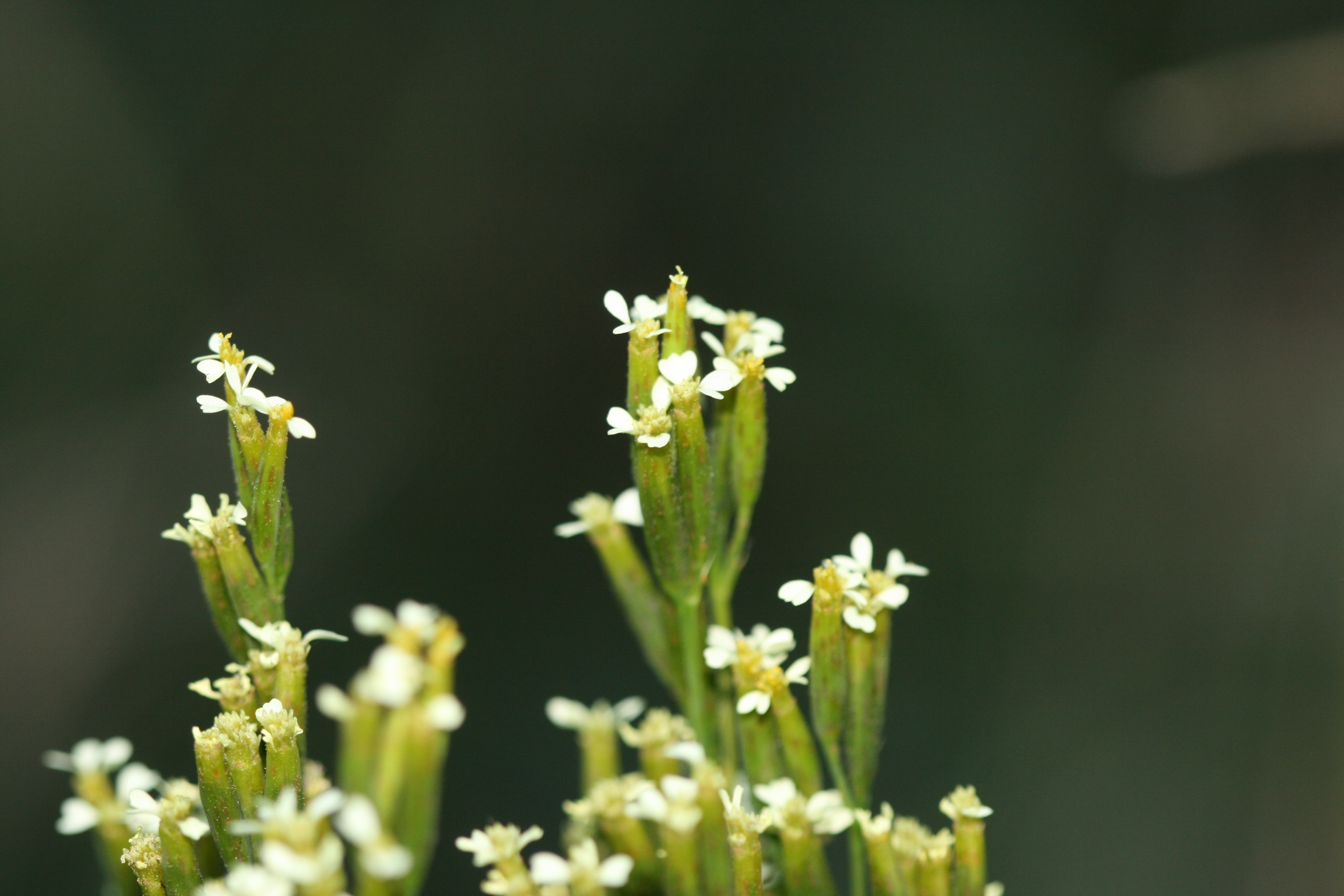
Fleurs.
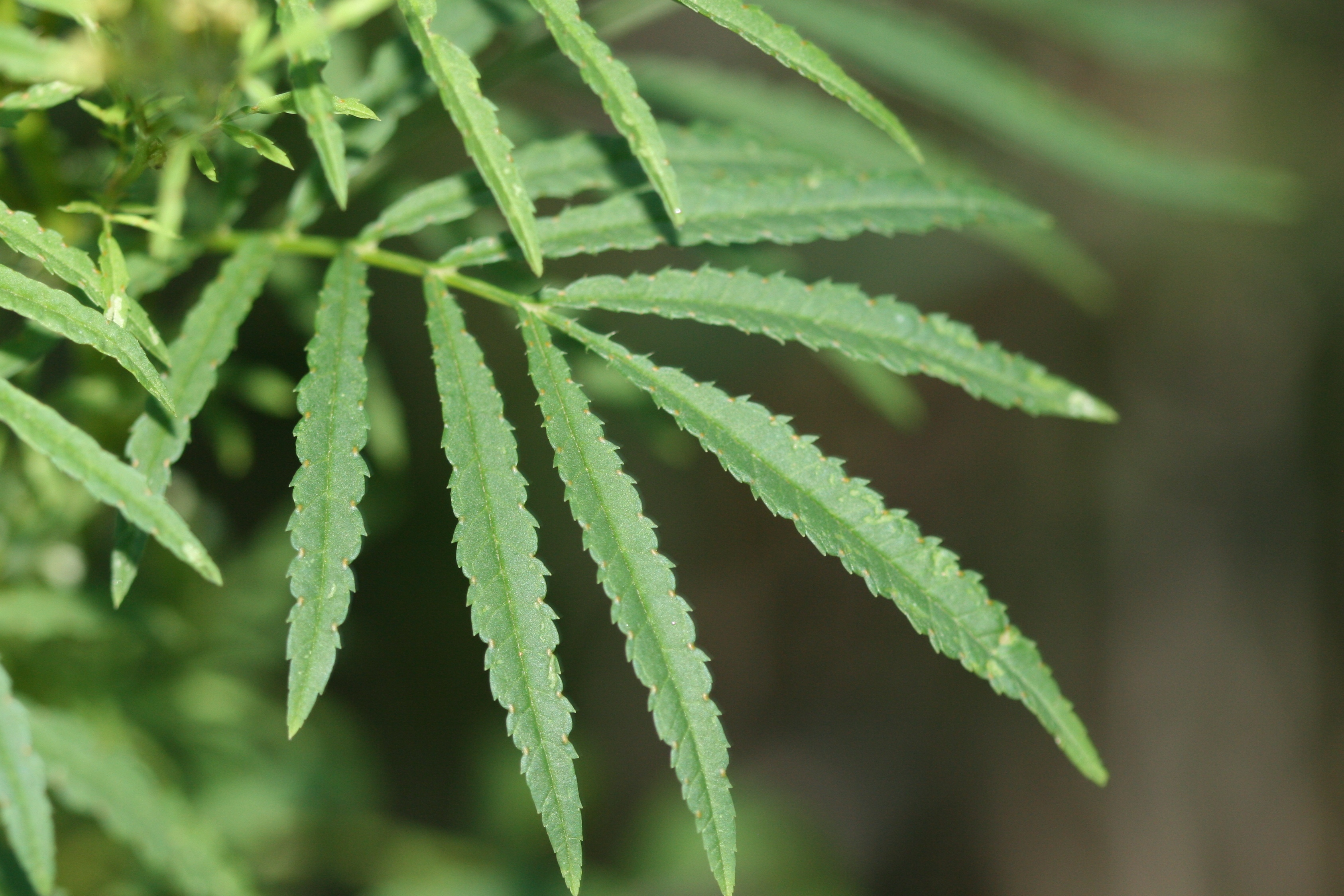
Feuille.